# Jacques Chegaray
Pour les articles homonymes, voir Chegaray.
Jacques Chegaray (15 février 1917 - 25 avril 1993) est un bourlingueur, écrivain voyageur, journaliste et conférencier français. 

## Biographie
Jacques Chegaray naît au Havre en 1917 dans une famille aisée d’assureurs spécialisée dans le fret maritime. Il a deux frères, Yves et Noël. La société, dirigée par son père Pierre Chegaray, est fondée par son grand-père Antonio Chegaray, originaire du Pays basque. Après un passage à La Rochelle, ce dernier en 1890 fonde une agence maritime d'assurance au Havre. 
Il entame ses études au Havre, à l’Institution Saint-Joseph, et les termine au collège français de Fribourg (Villa Saint-Jean). À 20 ans, il devient enseignant au Petit collège des Carmes d’Avon (Seine-et-Marne), et ce pendant 6 ans, sous le directorat du père Jacques de Jésus, mort en héros en déportation et dont il rédige une biographie : Un Carme héroïque en 1988. 
À la sortie de la guerre, il abandonne l’enseignement et rejoint le monde de la presse par le biais de la caricature. Signés Cheg, ses dessins se retrouvent à la Une de l’Époque, de la Nation, ou dans les colonnes de Témoignage chrétien. Il devient journaliste puis reporter, à L'Aube quotidien français d'inspiration chrétienne et démocrate, publié de 1932 à 1951 et dirigé après-guerre, par Maurice Schumann, figure du Mouvement républicain populaire (MRP).
Il réalise notamment à l'été 1949 un article relatant les exactions de l'armée française en Indochine que L'Aube refuse car "le parti démocrate-chrétien est particulièrement actif dans la politique de guerre", et qu'il doit publier donc dans Témoignage chrétien. En France, "toute la presse s'en fait l'écho" et "les députés, lors d'une séance orageuse, évoquent le problème",. Ce texte est repris dans l'ouvrage de l’historien Pierre Vidal-Naquet  « Les Crimes de l'armée française'», paru pour la première fois en 1975 et réédité en 2001 avec une préface inédite de l'auteur. Il fait qu'une partie la gauche chrétienne qui se retrouve au premier rang" du combat anticolonialiste, avant même que le PCF et la CGT s'en emparent à l'hiver 1949-1950. Le reporter rapporte l'utilisation de la torture par l'Armée, au moment où des enquêtes internes menées par le Service de sécurité « Air » à la mi-1949 à Hanoï repèrent l'utilisation de la torture et des exécutions sommaires en au moins deux occasions séparées.
Jacques Chégaray fonde le Club des conférenciers de Connaissance du Monde. Grand voyageur, il raconte dans son ouvrage paru en 1950 Mon tour du Monde en bateau-stop son périple de 85 000 kilomètres, qui lui inspirera l'écriture de nombreux autres ouvrages. 
Il crée également à Tahiti en 1951 la troupe Saint-François, les premiers scouts de France à Tahiti.